# 176 (število)
176 (stó šestinsedemdeset) je naravno število, za katero velja 176 = 175 + 1 = 177 - 1.

## V matematiki
- osmo osemkotniško število {\displaystyle 176=3\cdot 8^{2}-2\cdot 8\,\!}.
- petkotniško število {\displaystyle 176=11(3\cdot 11-1)/2\,\!}.
- samoštevilo.
- Zumkellerjevo število.

## Drugo

### Leta
- 176 pr. n. št.
- 176, 1176, 2176